# Krzyżówka (dopływ Koszarawy)
Krzyżówka – potok górski, lewy dopływ Koszarawy o długości 10,39 km.
Potok płynie w Beskidzie Żywieckim, spływając z północnych zboczy masywu Beskidu Korbielowskiego i Beskidu Krzyżowskiego. Jego źródła są położone powyżej 800 m n.p.m. Zasilany jest wodami z wielu małych potoków. Przepływa przez miejscowości Krzyżówki i Krzyżowa. Do Koszarawy uchodzi w centrum miejscowości Jeleśnia na wysokości 450 m n.p.m. 
Wzdłuż doliny potoku Krzyżówka, w jego dolnym biegu przebiega droga wojewódzka nr 945 łącząca dawne przejście graniczne na Słowację Korbielów - Oravská Polhora z Żywcem.